# Hirikati, Gundlupet
Hirikati là một làng thuộc tehsil Gundlupet, huyện Chamarajanagar, bang Karnataka, Ấn Độ.